# Исфаханский технологический университет
Исфаханский технологический университет (перс. دانشگاه صنعتی اصفهان‎) — государственное высшее учебное заведение в Иране, учебный и научно-исследовательский центр в области инженерии и физических наук. Одно из самых престижных технических учебных заведений Ирана. Расположен в городе Исфахан.

## Общие сведения
Основан в 1974 году как Исфаханский филиал Индустриального университета «Ариямехр», созданного в 1966 году по образу и подобию Массачусетского технологического института и Иллинойсского университета в Урбане-Шампейне.
После Исламской революции Индустриальный университет «Ариямехр» в 1980 году был переименован в Тегеранский технологический университет им. Шарифа. Исфаханский филиал выделился из состава университета и стал самостоятельным Исфаханским технологическим университетом.
В 2015—2016 учебном году в университете обучались более 10 000 студентов, в том числе 7500 бакалавров, 2500  магистров и докторантов.

## Профессорско-преподавательский состав
По состоянию на 1 сентября 2015 года, профессорско-преподавательский состав Исфаханского технологического университета насчитывает более 400 преподавателей.

## Деятельность

### Образовательная деятельность
По состоянию на июнь 2016 года основной учебный процесс в университете осуществляется на 15 факультетах:
1. Математический факультет
2. Факультет английского языка
3. Факультет горного дела
4. Факультет гражданского строительства
5. Факультет компьютерной инженерии
6. Факультет материаловедения
7. Факультет машиностроения
8. Факультет природных ресурсов
9. Факультет промышленной инженерии
10. Факультет текстильного машиностроения
11. Факультет сельского хозяйства
12. Факультет химической инженерии
13. Физкультурный факультет
14. Физический факультет
15. Химический факультет

Структура факультетов в целом соответствует основным направлениям образовательной деятельности Университета. Университет предлагает степени бакалавра, магистра и доктора философии в научно-технических отраслях.

### Научно-исследовательская деятельность
В состав университета входят 7 научно-исследовательских центра:
1. Институт информационных и коммуникационных технологий (создатель первого иранского радара)
2. Центр подводных исследований (создатель первой подводной лодки иранского производства)
3. Центр сетевой безопасности
4. Центр исследований стали
5. Центр перспективных компьютинговых исследований
6. Научно-исследовательский центр беспочвенной культивации
7. Центр исследований в области прикладной статистики и стохастических систем

Министерство науки и технологий Ирана наделило Исфаханский технологический университет статусом «Центра превосходства» в таких областях как нанотехнологии, окружающая среда, технология производства стали, алгебраические науки, датчики, зеленая химия, загрязнение почв и загрязнения вод.
В 2011 году Исфаханский технологический университет создал и ввел в эксплуатацию свой суперкомпьютер производительностью 34 000 биллионов операций в секунду. Его графические процессоры способны совершать более 32 миллиардов операций в 100 секунд.

## Библиотека
Библиотека университета обладает богатейшим среди библиотек других ВУЗов фондом инженерно-технической литературы. Была открыта в 1965 году, одновременно с началом работы университета. Центральная библиотека выполняет важнейшую задачу по укомплектованию книг, журналов, отчетов и других научных источников, обслуживает посетителей, а также включает в себя 9 других специализированных библиотек-филиалов.

## Исфаханский технологический университет в рейтингах
Times Higher Education
- 2014—2015:  Национальный рейтинг: 2, Международный рейтинг: 351-400

U.S.News
- 2016:  Национальный рейтинг: 3, Международный рейтинг: 547
- 2015:  Национальный рейтинг: 3, Международный рейтинг: 472